# Forktail
Forktail — рецензируемый британский орнитологический журнал Клуба птиц Востока (Oriental Bird Club). Выходит ежегодно. Публикует работы на английском языке. Каждый выпуск формата A4 с изумрудно-зелёной обложкой.
Посвящен исследованию области, ограниченной рекой Инд на западе, российским Дальним Востоком, Корейским полуостровом, Японией, Линией Лидеккера на востоке и архипелагами Чагос, Малые Зондские острова, Остров Рождества и Кокос на юге.
По состоянию на 2020 год управляющим редактором является профессор Франк Э. Райндт, которому помогает доктор Йонг Дин Ли.
В журнале были описаны три новых для науки вида птиц: Scolopax bukidnonensis в 2001 году, Gallirallus calayanensis в 2004 и Orthotomus chaktomuk в 2013.
Другое периодическое издание Клуба — выходящий два раза в год бюллетень BirdingASIA.